# Rubén López Sabariego
Rubén López Sabariego
(Guamá, 11 de junio de 1917 - Base Naval de Guantánamo, 15 de octubre de 1961) fue un conductor de autobús cubano que trabajaba en la Base Naval de la Bahía de Guantánamo, donde fue torturado durante una semana y asesinado.
Miembros de la Inteligencia Naval estadounidense sospechaban que López podría ser un agente cubano, pero lo dejaron mantener su trabajo en la base.
Su cuerpo fue dejado más de una semana a la intemperie (en esta época, en Guantánamo las temperaturas máximas promedio ascienden a más de 30 °C), antes de ser devuelto a Cuba en estado de putrefacción.
Estados Unidos comunicó que López había sido ejecutado por el Gobierno cubano con un tiro de pistola. Cinco años más tarde afirmó que había sido ejecutado por un capitán de marina con un solo tiro de pistola. Sin embargo, cuando su cuerpo fue devuelto (en octubre de 1961), los forenses cubanos descubrieron que López tenía varios huesos quebrados (múltiples fracturas en el cráneo, el pómulo derecho y la costilla izquierda) y signos de tortura (como lesiones de arma blanca ―posiblemente una bayoneta― en el abdomen y en las piernas y lesiones en los genitales).

## Biografía

### Vida familiar
López nació en una aldea llamada Fenton, cerca del poblado de Cojímar (que no se debe confundir con la ciudad de Cojímar, en Habana del Este), en el municipio Guamá, situado en la provincia de Santiago de Cuba.
Quedó huérfano a una edad temprana, y fue criado por sus abuelos.
En 1939, López empezó a trabajar como carpintero en la base militar de Guantánamo.
En 1940, López se casó con una tal Georgina González. Tuvieron nueve niños.
En 1945, López dejó de trabajar en la base.
En 1948 o 1949 comenzó a trabajar nuevamente en la base, esta vez como busero (conductor de bus).

### Empleo en Guantánamo
El Gobierno de Estados Unidos empleaba a miles de trabajadores cubanos desde su instalación en 1903. Después de la Revolución cubana (enero de 1959), como esta no se declaró inmediatamente socialista, el Gobierno de Estados Unidos ―en plena Guerra Fría contra la Unión Soviética―, permitió que los cubanos viajaran diariamente a la base para seguir trabajando allí.

### Desaparición
La esposa de López, Georgina González, lo vio por última vez vivo cuando el busero salió a trabajar el 30 de septiembre de 1961.
Cuando esa noche no regresó a su casa, le preguntó a otros viajeros, que trabajaban en la base, que le dijeron que pensaban que los estadounidenses lo habían arrestado. El 4 de octubre de 1961, González recibió permiso de las autoridades cubanas para visitar la base estadounidense para investigar acerca de su marido. Oficiales estadounidenses le dijeron que esa noche habían oído un disparo, y le sugirieron que López había sido fusilado por las autoridades cubanas.
En su última visita a la base, el capellán de la base (estadounidense) llevó a Georgina González hasta un lugar despoblado cerca de la costa, y le mostró el cuerpo completamente podrido de López, tirado en una zanja. Tomó una semana adicional para que los funcionarios de la base estadounidense acordaran devolver el cuerpo.

### Relato de William Szilli
En 1963 el teniente William Szili ofreció su versión de la muerte de López.
Él había trabajado como oficial ejecutivo de una compañía de infantes de marina que cuidaban el límite occidental de la base. Según Szili, la noche del 30 de septiembre de 1961, él y su comandante de compañía, el capitán Arthur J. Jackson ―quien había obtenido una medalla de honor durante la Segunda Guerra Mundial―, habían consumido aproximadamente seis cócteles martini en el club de oficiales de la base. Él dijo que dejó a Jackson en el club de oficiales, y se fue a su casa a dormir, y fue despertado por una llamada de uno de los oficiales de la base, que le dijo que Jackson había encontrado a Rubén López en un área restringida, y que Jackson necesitaba su ayuda.
La policía del campamento le ordenó a Jackson que escoltara a López hasta la puerta noreste, la única salida oficialmente utilizada después de la Revolución cubana.
Como esto no era posible ―porque requería tomar un viaje en ferry al lado este de la bahía de Guantánamo, y el transbordador solo funcionaba hasta la medianoche―, Jackson decidió usar una puerta más pequeña que había sido abandonada después de la Revolución cubana.
Cuando Jackson, Szili y López llegaron a la puerta abandonada, esta se hallaba cerrada con candado. Jackson le ordenó a Szili que fuera a buscar una maza.
Szili dijo que cuando volvió, encontró a Jackson en estado de pánico. Jackson le dijo que había logrado romper el candado, que había acompañado a Rubén López al lado cubano de la frontera, pero que al liberarlo, López lo había atacado y Jackson le había disparado. Jackson le dijo Szili que había arrojado el cuerpo de López sobre el acantilado, donde el límite entre la base y el territorio cubano se encontraba con la costa.
Los dos oficiales dejaron el cuerpo de López tirado en la playa bajo el acantilado todo el día 1 de octubre de 1961.
La noche del 1 de octubre decidieron volver a la playa y enterrar el cuerpo de López bajo las rocas, del lado cubano. El 2 de octubre, Jackson decidió que deberían enterrarlo del lado estadounidense.
El 3 de octubre, el primer intento de recuperar el cuerpo de López falló, porque se rompió la cuerda que estaban usando.
Finalmente pidieron ayuda a otros tres oficiales y seis conscriptos. Bajo la dirección de Jackson, ingresaron en la zona cubana, recuperaron el cadáver y lo ingresaron nuevamente en la base, y lo tiraron en una zanja a 250 metros de la valla fronteriza. Alguno de los cómplices difundió el rumor acerca de la existencia del cadáver, y finalmente se hizo una búsqueda de una tumba poco profunda, que se encontró dos semanas más tarde.
Szili dijo que tuvo que confesar este crimen porque no encontraba trabajo después de abandonar el servicio militar, y porque sintió que su reputación había sido mancillada injustamente, y consiguió que su representante en el Congreso lo ayudara a obtener una corte marcial para limpiar su nombre.

### Reacción cubana
Fidel Castro ofreció públicamente un relato de la muerte de López, basado en las conclusiones de los forenses cubanos en la autopsia de López, que demostraban que el cuerpo de López mostraba los efectos de varios días de golpes y torturas. Algunas fracturas estaban empezando a soldarse.
González, la viuda de López, fue entrevistada en muchas ocasiones en los años siguientes del crimen.
En 1966, el Gobierno de Cuba se negó a firmar un tratado con Estados Unidos, y el diario The Virgin Islands Daily News citó la tortura y el asesinato de Rubén López Sabariego como uno de los incidentes que provocaron la negativa de Cuba.
En octubre de 2011, Radio Angulo (de Holguín)
enumeró las heridas que se hallaron en la autopsia de Rubén López, que llevaron a los forenses cubanos a concluir que López había sido torturado.
Informó que:

Debido a la persistencia de su esposa, los restos de López le fueron devueltos el 21 de octubre con fracturas en el cráneo, la mejilla derecha y la costilla izquierda, punciones de bayoneta en el abdomen y en la pierna y otras lesiones que evidencian que López fue sometido a torturas graves, de acuerdo con los forenses cubanos.